# Villamartín de Villadiego
Villamartín de Villadiego es una localidad situada en el ayuntamiento de Humada, comarca de Páramos, en la provincia de Burgos, comunidad autónoma de Castilla y León (España).

## Datos generales
En 2024, contaba con 7 habitantes. Situado 4 km al oeste del ayuntamiento del valle, Humada, en la carretera que conduce a Amaya

## Situación administrativa
El pueblo es una pedanía del ayuntamiento de Humada, como todos los pueblos de Valdehumadas. El pueblo se encuentra representado en dicho ayuntamiento de Humada por un alcalde pedáneo.

## Historia
Aparece nombrado por primera vez en el Becerro de las Behetrías de 1352 en el cual dice lo siguiente:
"Este lugar es behetría y son vasallos de Lope Díaz de Rojas y son naturales de dicho lugar los Rojas y no dan por naturaleza nada. Derechos del Rey: Dan al Rey cada año por martiniega 26 maravedías. Pagan monedas y servicios, no pagan yantar ni fonsadera. Derechos de los señores: Dan al señor por infurción cada año de cada solar poblado 6 celemines de pan por medio de trigo y cebada."
Más tarde, en el censo de 1587 elaborado bajo el reinado de Felipe II, Villamartín aparece como perteneciente al arciprestazgo de Ordejón y contaba con 14 vecinos y una pila, es decir, una parroquia. Dicho arciprestazgo contaba en total con una población de 380 habitantes y 17 parroquias. En dicho censo cabe destacar la curiosidad de que dentro del arciprestazgo se nombra al desaparecido San Pedro, en el actual término de Humada, y que contaba con 5 vecinos.
Posteriormente aparece nombrado en el Catastro de Ensenada de 1750-1754 en el que los subdelegados dan cuenta del cuestionario de 40 preguntas formulado a los vecinos del lugar. De dicho catastro cabe destacar: 
-Se nombra a los siguientes vecinos:
Francisco del Barrio, Andrés Gutiérrez, Francisco Pérez, Pedro Alonso, Juan de la Calle, José Cuesta, Francisco Cuesta, Carlos Millán, Pedro Pérez, Pedro Gutiérrez, Antonio Cuesta, María Pérez, Juan de la Peña, Santiago Gutiérrez, Felipe González, Juan Cuesta, Benito Gutiérrez, Miguel Cuesta, Alonso Fuenteodra, Alonso Gutiérrez, Antonio Fuenteodra, Esteban de la Riva, Francisco Alonso, Isabel Cuesta y Pedro Talamillo.
-Se nombra los oficios de algunos de ellos:
Santiago Gutiérrez, herrero
Juan Cuesta, cazador
Benito Gutiérrez, tabernero
-Se nombra la forma de alternar los cultivos.
Ya en el siglo XIX aparece nombrado en el Diccionario de Madoz, de 1846-1850, en el que relata lo siguiente:
"Lugar que forma ayuntamiento con Rebolledo de Traspeña en la provincia, audiencia, territorio, capitanía general y diócesis de Burgos( a 9 leguas), partido judicial de Villadiego(a 3 leguas y media). Situado en terreno quebrado al pie de la peña Amaya, con buena ventilación y clima frío, pero sano, y propenso a pulmonías y constipados. Tiene 30 casas; escuela de instrucción primaria; iglesia parroquial(San Martín) servida por un cura párroco. El término confina al Norte con Fuenteodra y Rebolledo Traspeña; al Este con Humada; al Sur con congosto, y al Oeste con Amaya y Puentes; en él se encuentra la ermita de Nuestra Señora del Pilar y el territorio de San Quirce, común a los 5 pueblos de Vadehumadas. El terreno es de buena calidad, su monte no contiene otro arbolado que de olmos y chopos. Los caminos son locales. Productos: cereales, legumbre y lino; cría ganado lanar y vacuno. Población: 22 vecinos y 82 almas. Capital productivo: 229.000 reales. Imponible: 23.443 ."

## Demografía
| Gráfica de evolución demográfica de Villamartín de Villadiego entre 1842 y 1960 |
| |
| Población de derecho según los censos de población del INE. Población de hecho según los censos de población del INE.En este censo se denominaba Villamartín: 1842. Entre el censo de 1857 y el anterior, crece el término del municipio porque incorpora a Rebolledo de Traspeña. Entre el censo de 1970 y el anterior, este municipio desaparece porque se integra en el municipio Humada. |

## Parroquia
La parroquia es la de San Martín. El templo, según el libro Caminando por las Loras, es de la siguiente manera:
"Destaca la iglesia de traza gótica que guarda un interesante retablo mayor renacentista dedicado a San Martín que montado a caballo, comparte el centro del retablo con una escena de la Anunciación. De parecido interés y de la misma época son los dos retablos laterales que pese a su deterioro presenta muestras de su perfecto estofado"
También en el pueblo, concretamente a la entrada, hay una pequeña ermita dedicada a Nuestra Señora del Pilar donde por la tarde, sobre las 6, las mujeres del pueblo van a rezar el rosario.

## Parajes
El pueblo se encuentra en un paraje privilegiado tanto histórica como naturalmente, ya que se encuentra a los pies de la Peña Amaya lugar de gran calidad medioambiental, debido a su rica fauna y flora, y de gran interés histórico por haberse encontrado próxima la ciudad romana de Amaya y el castro del mismo nombre. Además el pueblo se encuentra cerca de la Fuente Manapites, en Fuenteodra, y que es famosa por la abundancia de fósiles y por el curioso manantial que da nombre al lugar.

## Tradiciones
Las tradiciones de mayor arraigo en el pueblo son las siguientes:
- Semana Santa: Como en el resto de Castilla es una tradición con gran participación ciudadana. En Villamartín se siguen realizando las tradiciones de antaño entre las que destaca el cubrimiento del retablo con el monumento.
- Corpus Christi: Es otra de las grandes tradiciones. Cada año se celebra en uno de los tres pueblos siendo estos, Villamartín, Fuenteodra y Rebolledo Traspeña. Durante este día las gentes de los tres pueblos se reúnen para asistir a la misa y posterior procesión durante la cual el párroco bendice los altares que las mujeres ponen a las puertas de sus casas. Tras las celebraciones litúrgicas los asistentes son convidados a una comida organizada por el pueblo en el que se celbra la fiesta.
- San Roque: Ésta es sin duda la celebración de mayor arraigo. Se celebra el 16 de agosto y durante este día los 3 pueblos antes citados se reúnen en la ermita de San Roque, común a los 3 pueblos, en los que la gente escucha una misa y reciben un aperitivo. Tras el aperitivo los vecinos regresan a sus respectivos pueblos y a la tarde aquellos que quieren van a Villamartín a jugar a las cartas en el bar. Es tradición entre los jóvenes de Villamartín lanzarse agua en los pilones situados en la plaza del pueblo y mojar a los visitantes.